# (34466) 2000 SN105
2000 SN105 (asteroide 34466) é um asteroide da cintura principal. Possui uma excentricidade de 0.08876670 e uma inclinação de 2.24554º.
Este asteroide foi descoberto no dia 24 de setembro de 2000 por LINEAR em Socorro.